# チチャ

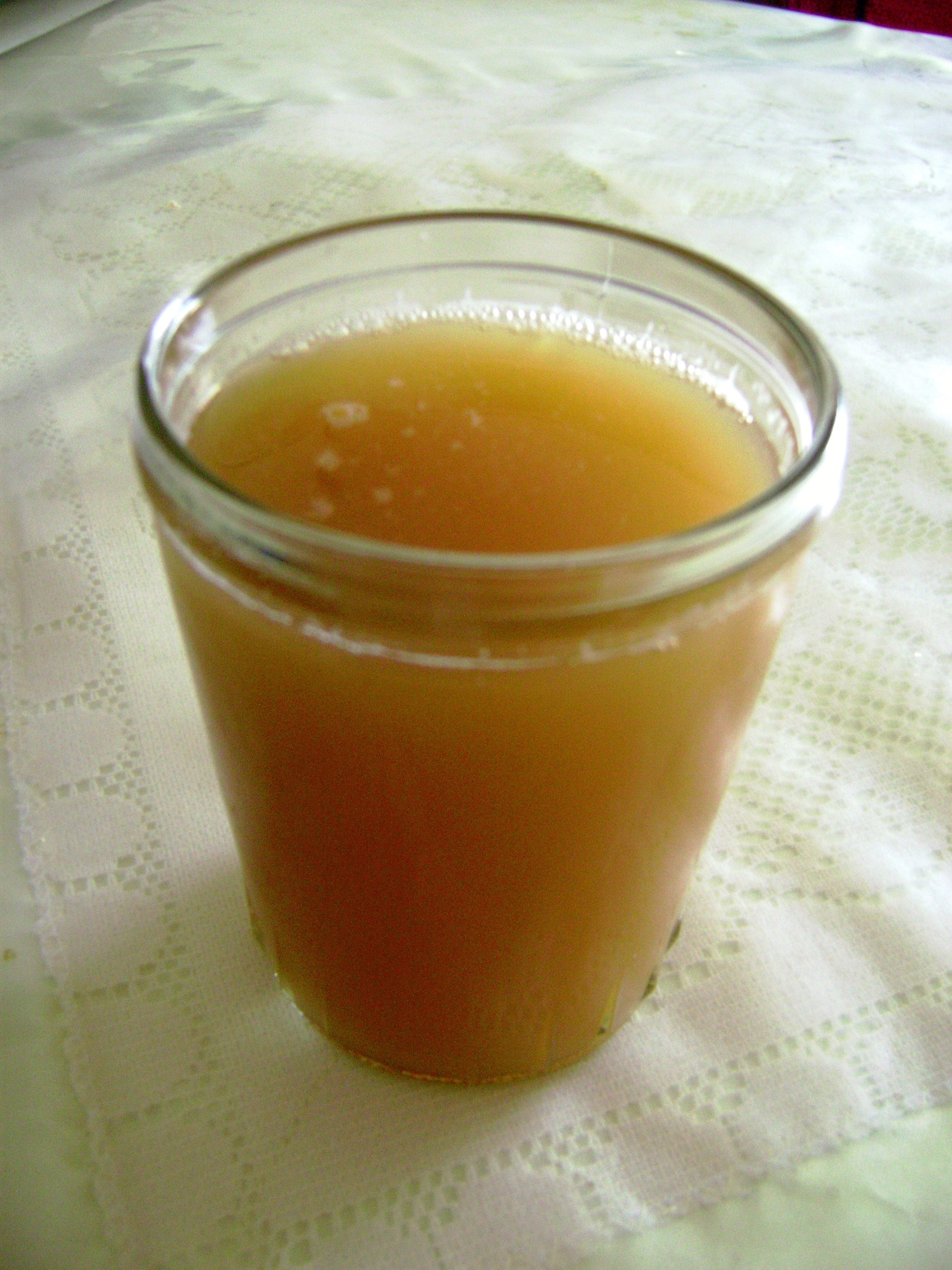
チチャ

チチャまたはチーチャ (西: chicha) とは、南米のアンデス地方とアマゾン地域を発祥とした、ラテンアメリカを代表する発酵（または非発酵）飲料の一つである。

## 概要
チチャは主にアンデス地方でよく飲まれている酒の種類として知られており、特にペルーやボリビアのチチャは有名である。国立民族学博物館にボリビア各地でアイマラ Aymaraやケチュアの人々が使ったと推定されるチチャ用の陶器がまとまって収蔵され、杯や回し飲みに使われたと考えられる大ぶりでカップ状の凹みが複数ある例に加えて、現代の製造や販売を伝える土人形などが収蔵されている。
ボリビア国内ではコチャバンバがチチャの名産地である。

## 製法
主にトウモロコシを発酵させて作られる。トウモロコシを噛んで唾液の酵素で発酵させるのが、もともとの作り方であったと言われる。

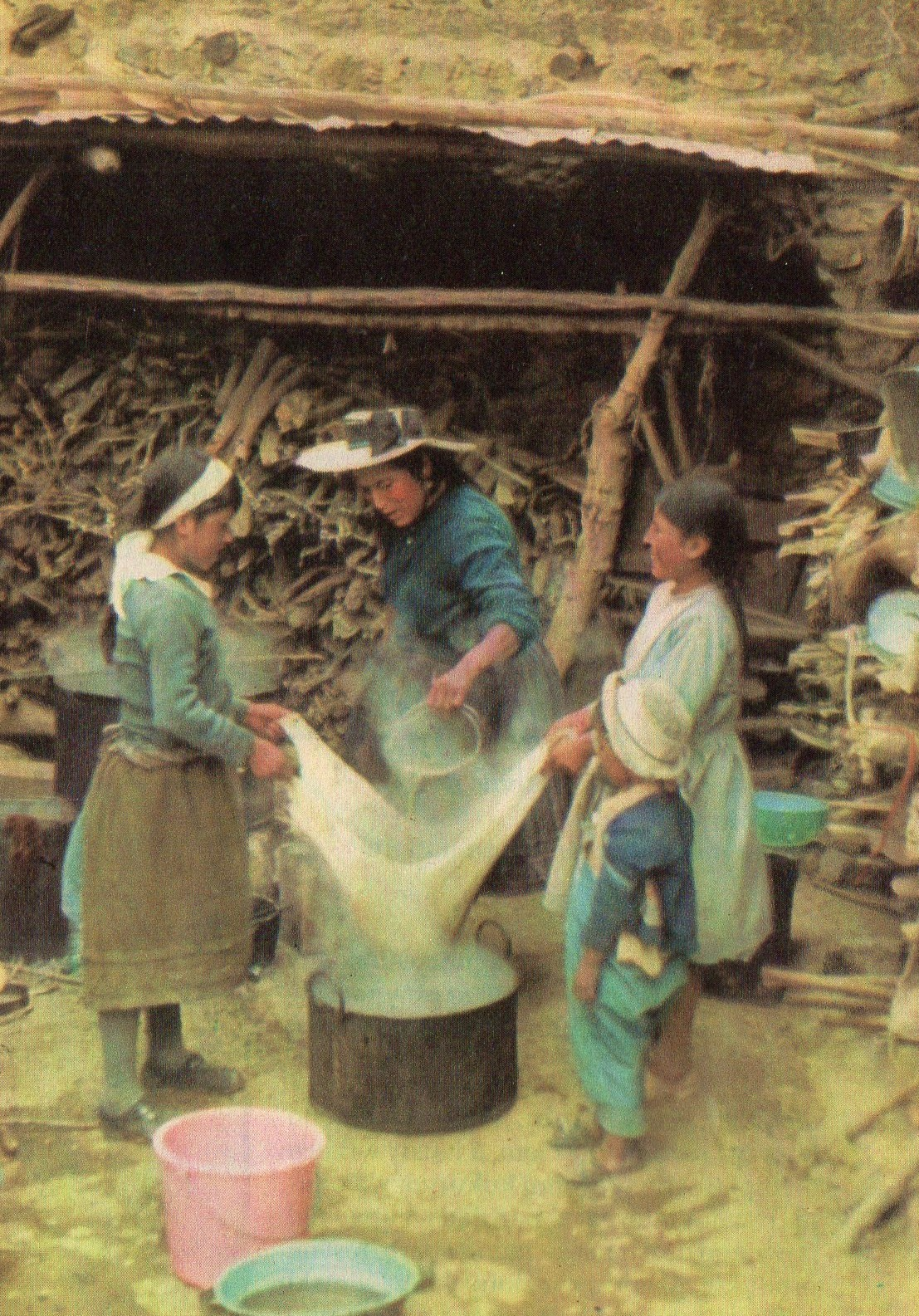
チチャ作り（ワチョ、1980年）

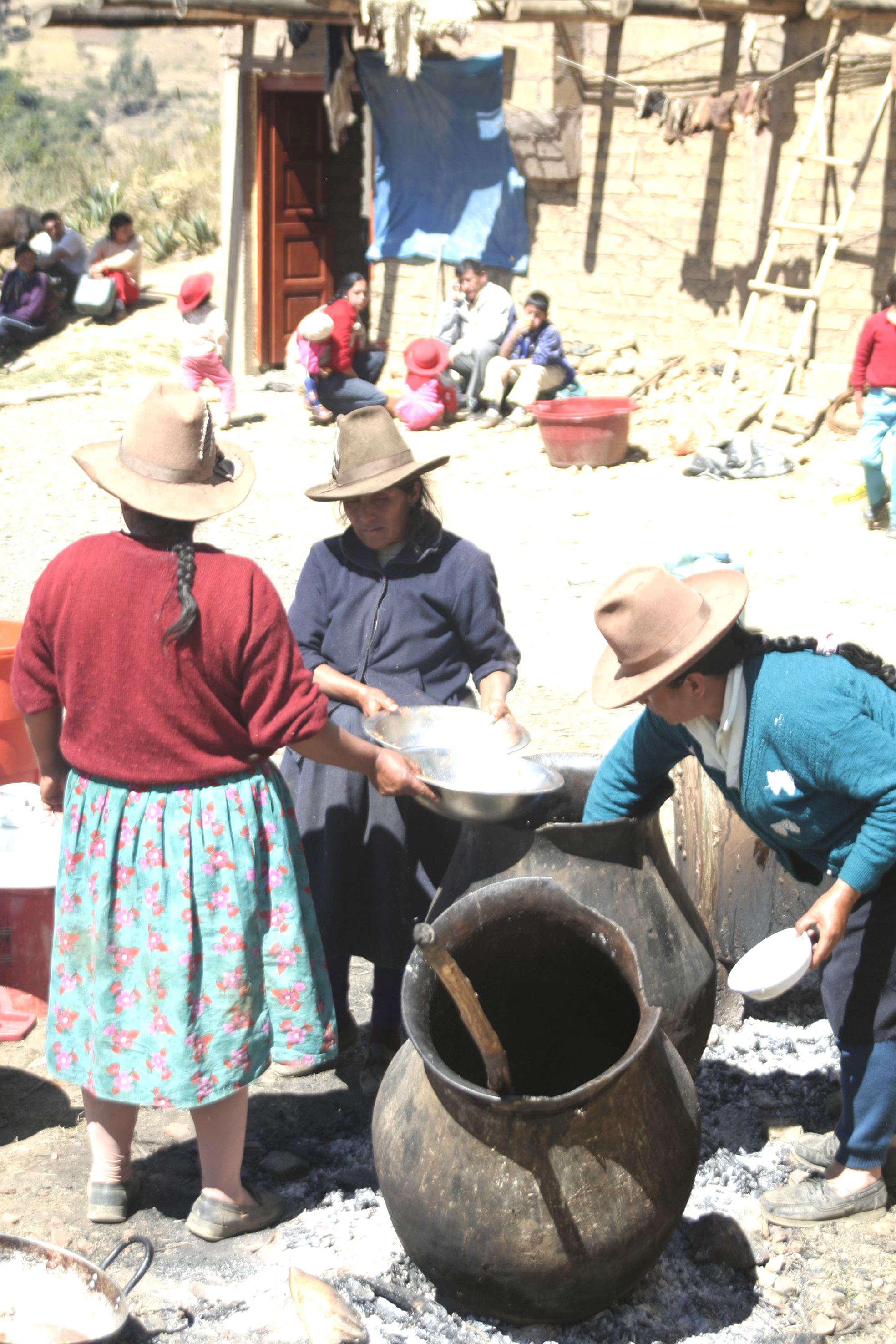
チャカスのチチャ売り

## 特徴
酸味があるブドウジュースといった味である。作り方や飲むタイミングによってアルコールの強さは変わる。
原則として煮沸など発酵を止める作業をしないので、賞味期間はきわめて短い。飲み頃になってから1週間もすると舌を刺すくらい酸っぱくなってしまう。

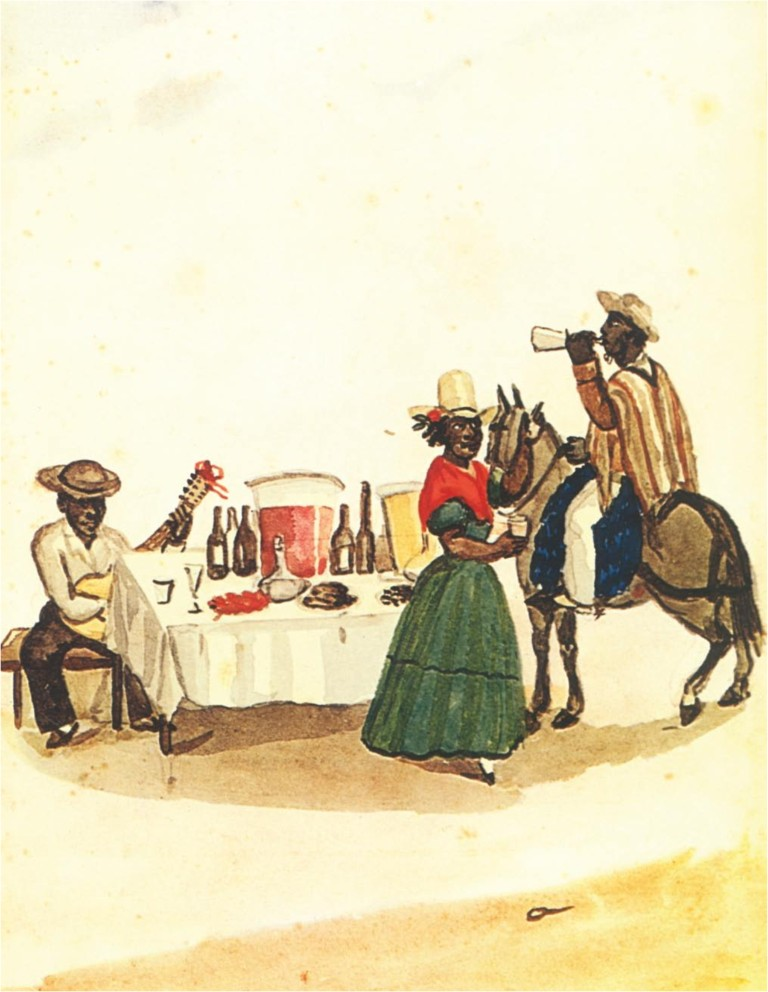
パンチョ・フィエロ作「リマのチチャとつまみの屋台」、19世紀半ばの本の挿絵

## チチャモラーダ
現在、ペルーやボリビアのレストランで提供される紫トウモロコシで作られたチチャはチチャモラーダ（スペイン語: chicha morada）というが、これはアルコール分が無く、上記のチチャとは全く別物である。ポリフェノール（アントシアニン）の含有量が約73％とされワインよりも多いため、血栓を防ぐ効果があると期待される。

## チチャとアンデス文明
チチャは、アンデス文明の形成に深く関わる。これには、アンデス文明という文脈におけるチチャの原料、トウモロコシについて理解が必要になる。
先コロンブス期
トウモロコシの原産地域であるメソアメリカ以上に、アンデス地域はトウモロコシの種類が多い。先コロンブス期において、トウモロコシは非常に付加価値の高い作物であり、酒の原料として重宝されていた。トウモロコシの利用に関しては、形成期の後期に増えたのではないかという可能性が、ペルー北部の遺跡から出土した人骨の窒素・炭素同位体比分析から示唆されている。
酒は、トウモロコシのほかマニオクやキヌアなどからも作られ、現在のペルーのトルヒーリョ周辺に栄えたモチェ文化には、神と思われる人物が片手にトウモロコシ、片手にマニオクを持った図像を描いた土器がある。この土器は鐙型注口土器と呼ばれる形態をもち、主に酒などを入れた儀礼用の土器と推定される。このように、古い時期からマニオク酒とともに、トウモロコシから作る酒も利用されていた。
ワリ文化（西暦700年頃から900年頃）
ワリ期あるいは中期ホライズンと呼ばれる時代に、トウモロコシ生産は拡大されたと考えられ、現在のペルーに栄えたワリ政体によって、各地にトウモロコシ栽培用のテラスが建造される。ワリ文化の土器に見られる図像には、トウモロコシの他、様々な植物が描かれているが、巨大な土器はおそらくトウモロコシ酒であるチチャを入れ、それを饗宴の後に壊すといった儀礼も多く執り行われたと言われている。

### ボリビア
同じ頃、現在のボリビアにあったティワナク社会でも、このトウモロコシから作るチチャが儀礼用に利用されていた。ティワナク文化を代表する土器であるケーロと呼ばれるコップ型の土器は、主にチチャを入れて利用された。
ティワナク政体は、標高の低い場所、例えば、ペルーのモケグワ周辺やボリビアのコチャバンバ周辺に飛び地を持っていたとされ、このような標高の低い場所ではおもにトウモロコシやコカが栽培されていた。チチャの原料のトウモロコシを栽培するため飛び地を設けるほど、当時は重要視されていた。

### インカ帝国
インカ帝国においてもチチャは非常に重要な飲み物で、チチャの利用はアンデス中に最大限広がっていった。インカ帝国では、政府によって労働賦役が課せられていたが、その見返りとしてインカ主催の饗宴が執り行われていたとスペイン人の記録文書に記されている。その饗宴では、織物などの他、チチャが与えられ、重宝されていた。国家による酒販売の独占形態であるが、これには以下のように様々な意味が込められている。
チチャの利用は、饗宴などを通して集団間の摩擦を和らげる働きがあった。また、儀礼用としても非常に価値があり、現在でもペルー南部やボリビア北部の山間部では、先住民によるチチャを用いた様々な儀礼が執り行われる。
このように、チチャあるいはその原料となるトウモロコシは、アンデス文明の形成過程において、けっして欠かすことのできない重要なものであった。それゆえ、品種改良で膨大な種類のトウモロコシが生み出された。

## 音楽

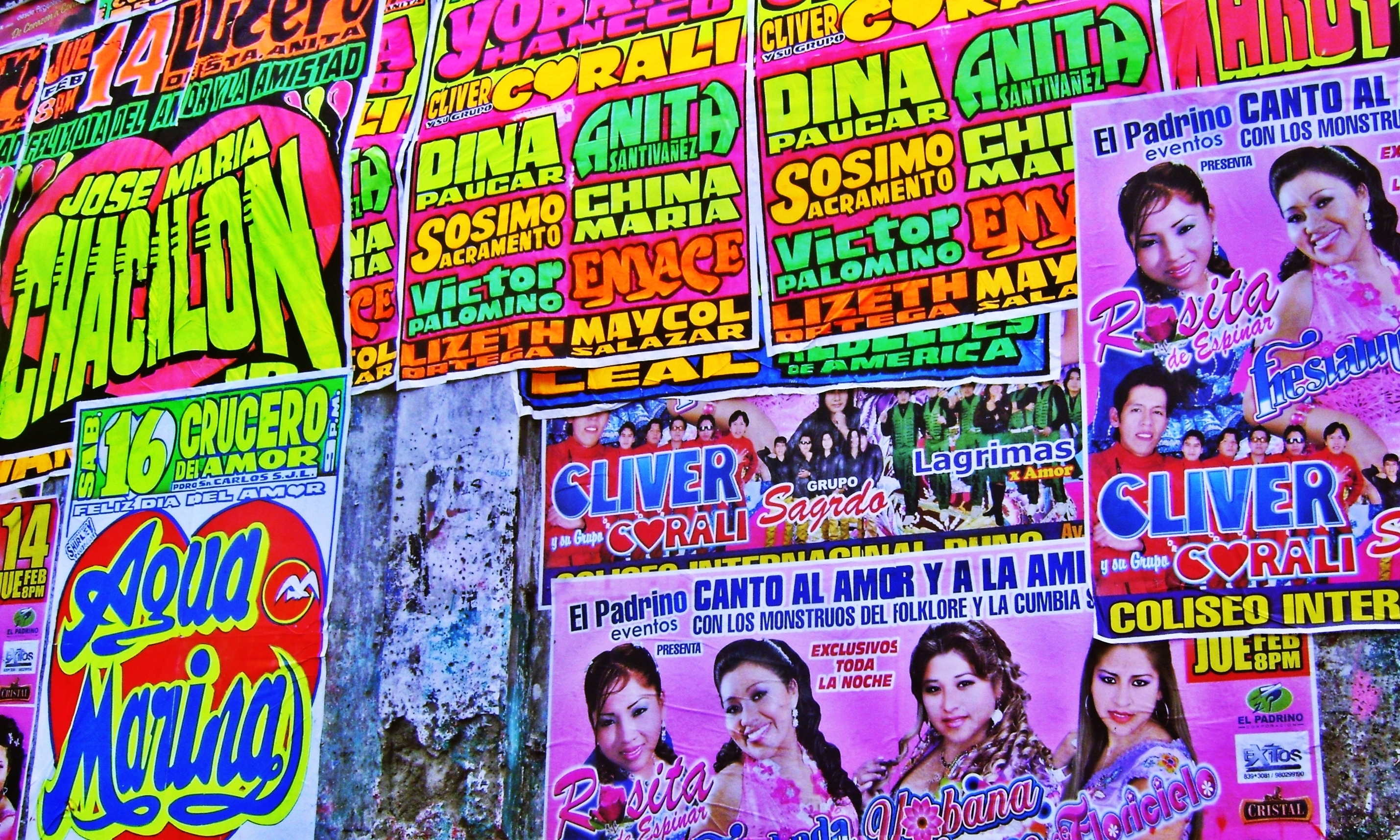
チチャ音楽のポスター

1980年代にコロンビアのクンビアとペルーのフォルクローレであるワイニョに、アメリカのサイケデリック・ロックが融合して「チチャ音楽」という新しいジャンルの音楽が生まれると、山岳部からリマに移民した人々のあいだで流行した。エレキギターで演奏されるのが特徴である。
主なアーティストにチャカロン、ロス・シャピス、ロス・デステージョス、ロス・ミルロスがいる。また音楽の宣伝ポスターをチチャポスターと呼ぶ。
ペルー・クンビアはチチャのジャンルのひとつである。日本に紹介されたアルバムは、Pablo E. Yglesiasに監修を受けたものなどがある。

## 関連資料
本文の出典以外の資料。項目順、発行年順
発酵酒
- 安田正昭、山田剛史、石原昌信、当山清善「泡盛麹菌の生産するα-アミラーゼおよびグルコアミラーゼの酵素化学的性質(生物資源科学科)」『琉球大学農学部学術報告』第39号、琉球大学農学部、1992年12月。ISSN 0370-4246。
- 『論集酒と飲酒の文化』石毛直道（監修）、平凡社、1998年、ISBN 4582829201、NCID BA38150473。
  - 石毛直道「酒造と飲酒の文化」
  - 吉田集而「口噛み酒の恍惚剤起源説」
  - 山本紀夫「チチャ酒の系譜」
- 柳谷杞一郎「アンデネスとチチャ酒」『マチュピチュ』〈写真でわかる謎への旅〉雷鳥社、2000年。ISBN 9784844133094、NCID  BA46629511。
- 森本哲郎「インカの夢を伝える奇怪な酒壷」『ぼくのおみやげ図鑑 : 森本哲郎・旅のエッセイ』シティ出版、ダイヤモンド社（発売）、2005年。ISBN 4478942145、NCID BA8296303X
- 『食品大百科事典』食品総合研究所（編）、朝倉書店、2001年。
- 「9 素材編」『地域資源活用食品加工総覧』農山漁村文化協会、2001年。
- 針塚藤重「発酵食品を科学する(3)口かみ酒、チチャ酒は美人酒」『茶』第58巻第4号、静岡県茶業会議所、2005年4月、p.68-73。ISSN 0288-6456、NAID 40006687523。
- 小松義夫「世界の暮らし-地球の人びと(2)太陽とチーチャの街」『こどもの本』第31巻第7号（通号362）、2005年7月、p.8-9。ISSN 0385-0463、OCLC 5171117319。
- 『世界自然環境大百科』第7巻、Ramon Folch（編）、大澤雅彦（総監訳）、朝倉書店、2010年。
- 高野潤『インカの食卓 : 古代から続く大地の恵み』平凡社、2011年。ISBN 		9784582835458、NCID BB06962534。
  - 「第１章　アンデスで体験した食生活」
  - 「第３章　インカ時代の食生活」
  - 「第４章　遺跡から知る食の世界」
  - 「第５章　古典種系作物の探索」
- 『中南米に向けた本格焼酎・泡盛輸出ガイドブック：ブラジル・メキシコ編』東京 : 日本酒造組合中央会、2014年。OCLC 1128245639。
- グループ現代（製作）『トウモロコシの醗酵酒チチャづくり ; ペルー南部高地』動画資料、国立民族学博物館（ビデオ監修）。資料番号 S01539、1インチビデオ・カラー、規格コード MC、13分14秒、ビデオテーク番組番号: 1352。ナレーション台本、カット表付属。

とうもろこし
- 鵜飼保雄『トウモロコシの世界史 : 神となった作物の9000年』悠書館、2015年。

　音楽のチチャ、クンビアを含む
- ホァネーコ・イ・ス・コンボ（スペイン語版）『マスターズ・オヴ・チーチャ』第1集、さいたま : ライス・レコード、さいたま : オフィス・サンビーニャ（頒布）2008年、CD BBR-377。別題『Masters of chicha』<YMC11-M28208>。
- Pablo Yglesias（監修）「(18) Number 17 (チチャ・リブレ（スペイン語版）)」、アルバム」『ザ・ラフ・ガイド・トゥ ラテン・サイケデリア』より。ディスク1、さいたま : ライス・レコード〈Music rough guides〉、さいたま : オフィス・サンビーニャ（頒布）、2013年、録音資料。CD 2枚 ; 12 cm、全国書誌番号:23496409、発売番号 WNSI-936。別題『Latin psychedelia (Music rough guides)』<YMC11-M28826>。
- Pablo E Yglesias（監修）『サイケデリック・クンビア』、さいたま : サンビーニャ・インポート〈Music rough guides〉、さいたま : オフィス・サンビーニャ（頒布）、2015年、録音資料。CD 1枚 ; 12 cm、全国書誌番号:23505916、発売番号 WNSI-185。別題『Psychedelic cumbia (Music rough guides)』<YMC11-M29765>。
  - 「(10) Yo No Soy Turku (Money Chicha)」
  - 「(12) Alone Again Or (チチャ・リブレ（スペイン語版）)」
- 『ザ・ルーツ・オヴ・チーチャ』、さいたま : ライス・レコード、さいたま : オフィス・サンビーニャ（頒布）、2019年、録音資料。CD 各1枚 ; 12 cm。CD 別題『The roots of chicha : ペルーのサイケデリック・クンビア』。
  - 第1集、全国書誌番号:23521284、発売番号 BBR-22054。<YMC11-M31015>
  - 第2集、全国書誌番号:23521287、発売番号 BBR-22055。<YMC11-M31016>